# Carlos Alberto Contreras
Carlos Alberto Contreras Caño (Manizales, 11 december 1973) is een voormalig Colombiaans wielrenner. In eigen land won hij diverse tijdritten, maar in Europa stond hij net als zijn land- en tijdgenoten Hernán Buenahora, Félix Cárdenas, José Castelblanco en Chepe González vooral bekend als klimmer. Omdat hij in beide disciplines goed voor de dag kwam, kwam hij vanzelf bovendrijven in de klassementen van de Grote Rondes en eindigde in de Tour de France, Giro d'Italia en Vuelta a España in de top twintig.

## Belangrijkste overwinningen
1996
- 14e etappe in de Ronde van Colombia

1999
- 14e etappe Ronde van Colombia
- Eindklassement Ronde van Colombia

2001
- 8e etappe Ronde van Italië
- 4e etappe Ronde van Valle del Cauca

2003
- 1e etappe Ronde van Antioquía
- Eindklassment Ronde van Antioquía

## Resultaten in voornaamste wedstrijden
| Jaar | Ronde van Italië | Ronde van Frankrijk | Ronde van Spanje |
| ---- | ---------------- | ------------------- | ---------------- |
| 1997 |                  |                     | 15e              |
| 1998 |                  | opgave              |                  |
| 1999 |                  | 19e                 |                  |
| 2000 |                  | opgave              |                  |
| 2001 | 8e (1)           |                     |                  |
| 2002 | opgave           |                     |                  |

(*) tussen haakjes aantal individuele etappe-overwinningen